# Wagram
Pour les articles homonymes, voir Wagram (homonymie).

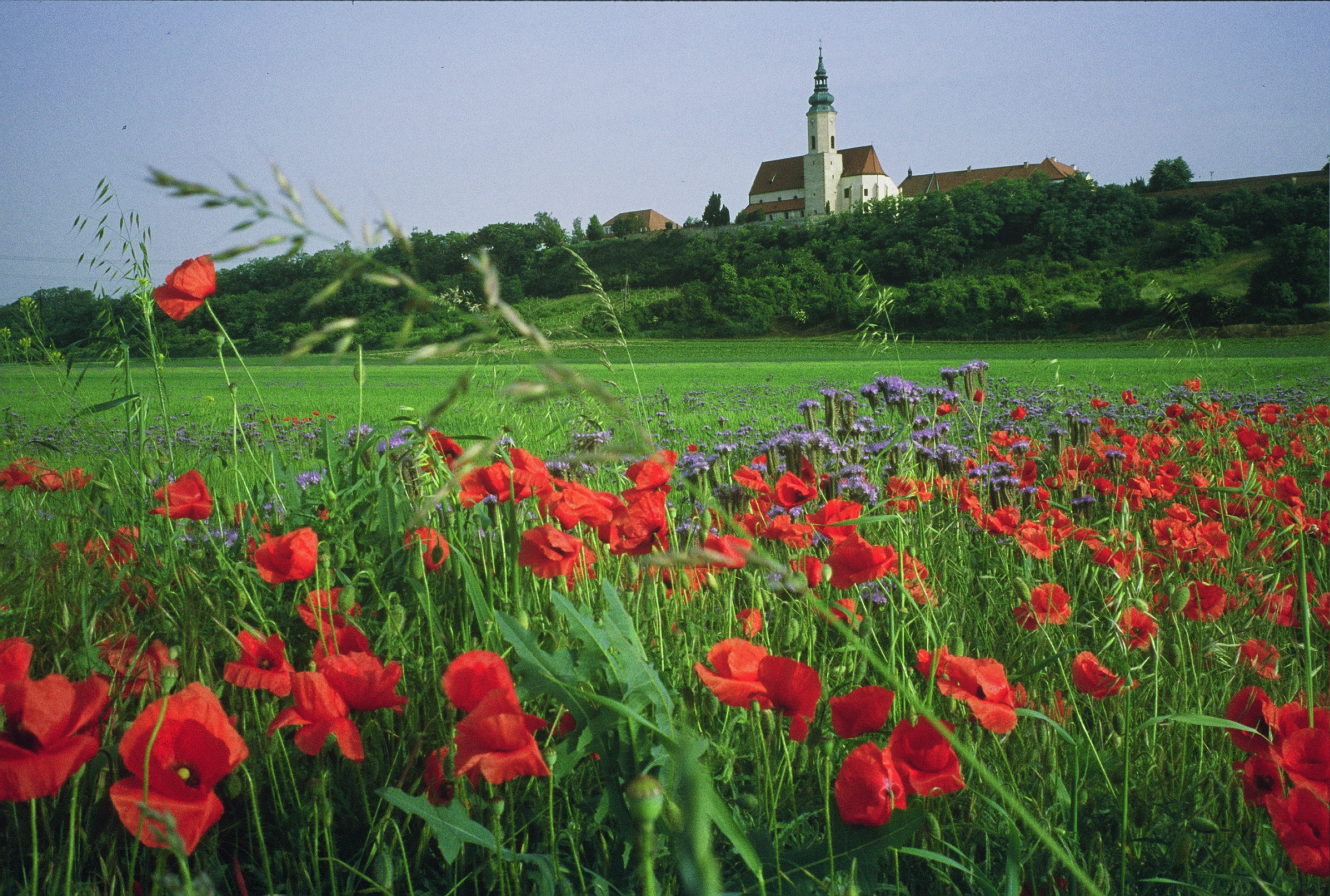
La pente du Wagram à Hausleiten.

Le Wagram est un plateau s'étendant le long du Danube au nord-est de Vienne en Basse-Autriche. 
La série de collines s'étend depuis la ville de Krems vers l'est sur les deux côtés du Danube jusqu'au bassin de Vienne. Les coteaux couverts de vignes et de cerisiers bénéficient d'un climat tempéré. La crête a donné son nom à plusieurs endroits comme Kirchberg am Wagram, Königsbrunn am Wagram, Stetteldorf am Wagram ou Fels am Wagram.
Le 6 juillet 1809, Napoléon Ier vainquit les troupes autrichiennes de l'archiduc Charles Louis d'Autriche à Deutsch-Wagram (voir bataille de Wagram), et donna au maréchal Berthier le titre de « prince de Wagram ». 